# Erno Prosman
Ernst Johan (Erno) Prosman (Gouda, 6 oktober 1972) is een Nederlandse Internationaal Grootmeester dammen, die in Zuid-Holland is opgegroeid. 
Hij werd in 1991 in Brussel jeugdwereldkampioen en in 1996 in Steenwijk Nederlands kampioen. 
Zijn favoriete zomertoernooi is Brunssum Open, dat hij 4x won (in 1995, 1997, 2000 en 2016). 
Hij komt in de Nederlandse damcompetitie uit voor Damlust Gouda in de Ereklasse.

## Resultaten in (inter)nationale kampioenschappen

### Nederlands kampioenschap
Hij nam 3x deel aan het Nederlands kampioenschap met de volgende resultaten: 
| Jaar | Locatie   | Klassering                 | Score                        | W-R-V  |
| ---- | --------- | -------------------------- | ---------------------------- | ------ |
| 1996 | Steenwijk | na herkamp · met G. Jansen | 12-15, 3-3 en verhoogd tempo | 4-7-1  |
| 2003 | Amsterdam | gedeeld 4e                 | 13-19                        | 4-7-2  |
| 2004 | Huissen   | gedeeld 7e                 | 13-14                        | 1-12-0 |

Hij eindigde in 1998 op de 2e plaats in het Nederlands kampioenschap sneldammen.

### Wereldkampioenschap
Hij nam 1x deel aan het wereldkampioenschap met het volgende resultaat: 
| Jaar    | Locatie | Klassering | Score | W-R-V |
| ------- | ------- | ---------- | ----- | ----- |
| 1996/97 | Abidjan | 9e         | 11-10 | 1-8-2 |

Hij werd in 1998 tweede bij het Wereldkampioenschap sneldammen. 

## Blinddammen
Hij ging in navolging van Ton Sijbrands blindsimultaans geven waarin hij 2x Sijbrands’ op dat moment vigerende wereldrecord verbeterde:
- op 4 en 5 juli 2008 met 27 tegenstanders in 22 uur tijdens het DUWO Damfestival in Delft waarin hij 15 partijen won, 8 remise speelde en 4x verloor wat net genoeg was voor een score van iets meer dan de noodzakelijke 70 procent
- op 6 en 7 juli 2012 in Gouda met 30 tegenstanders in 29 uur waarin hij 17x won, 8x remise speelde en 5x verloor met een score van precies 70 procent